# Calolydella andinensis
Calolydella andinensis là một loài ruồi trong họ Tachinidae.